# Brodiaea stellaris
Brodiaea stellaris är en sparrisväxtart som beskrevs av Sereno Watson. Brodiaea stellaris ingår i släktet Brodiaea och familjen sparrisväxter. Inga underarter finns listade i Catalogue of Life.